# Płucoserce

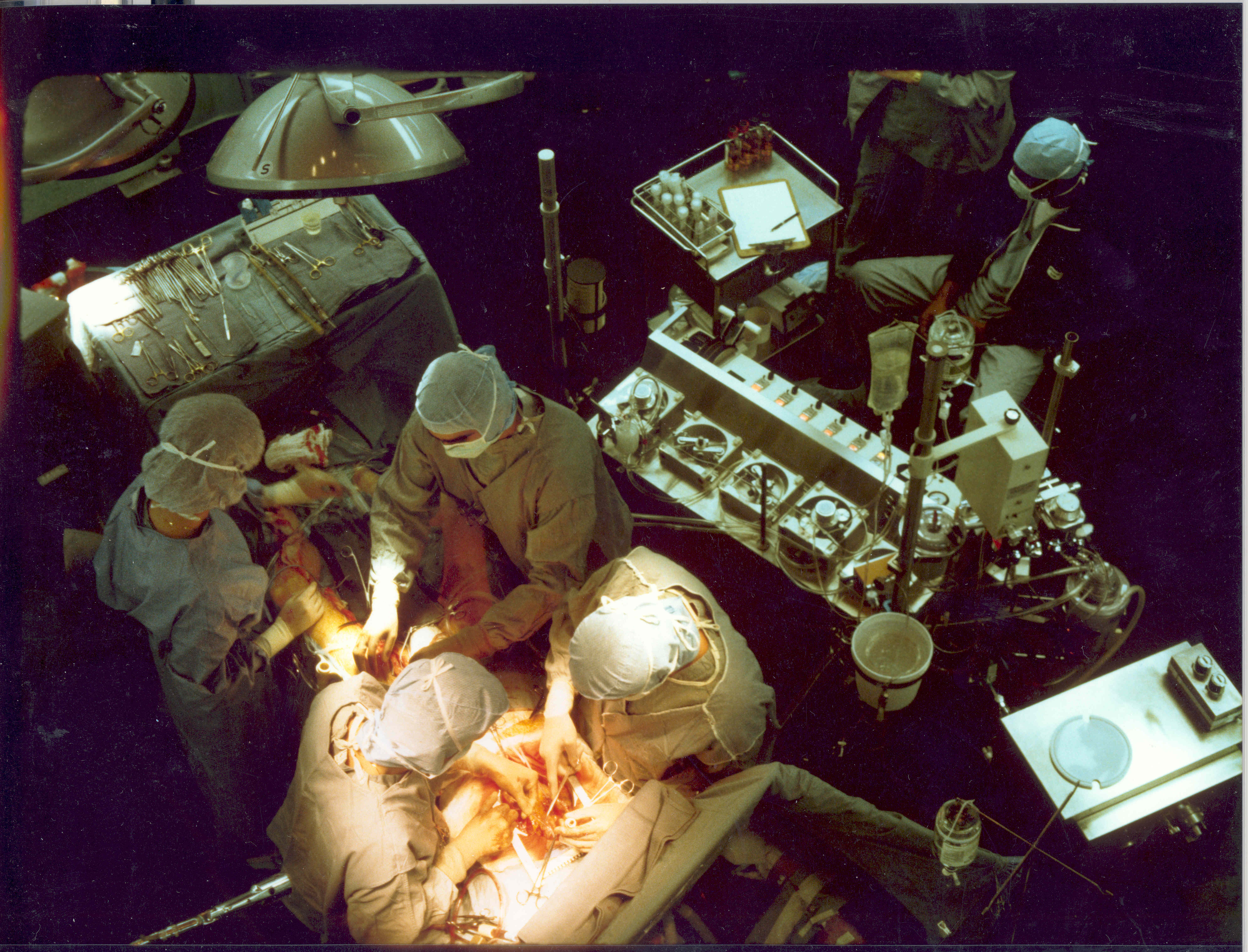
Płucoserce – wersja z oksygenatorem membranowym. Widok podczas pracy w sali operacyjnej

Płucoserce – urządzenie, które podczas operacji na otwartym sercu przejmuje funkcję serca przy użyciu pompy mechanicznej, pompującej krew do układu krążenia chorego i płuc przez zastosowanie oksygenatora, w którym zachodzi wymiana gazowa. Krążenie takie jest nazywane krążeniem pozaustrojowym.
Obecnie produkowane są przenośne aparaty płucoserca, umożliwiające transport chorych, którzy wcześniej nie mogli być transportowani, do ośrodków mogących udzielić im dalszej pomocy. Klasyczne płucoserce ma masę ok. 200 kg i odznacza się dużymi gabarytami.

## Wprowadzenie
Leczenie chorób lub nieprawidłowości w budowie serca wymaga często zabiegów operacyjnych na otwartym i unieruchomionym sercu. W połowie XX w. stało się to możliwe dzięki skonstruowaniu aparatu, który przejmuje funkcję serca i zapewnia zaopatrzenie organizmu w utlenowaną krew. W sztucznym płucosercu rolę płuc przejmuje oksygenator, który realizuje wymianę gazową: krew oddaje dwutlenek węgla, przejmując w zamian tlen. Drugi główny składnik płucoserca, pompa (układ pomp), utrzymuje krążenie krwi w organizmie, transportując do niego natlenioną krew. Droga krwi zwykle biegnie od żył głównych lub z prawego przedsionka do sztucznego płucoserca i po filtracji, wzbogaceniu w tlen i eliminacji dwutlenku węgla oraz podgrzaniu i wielokrotnym filtrowaniu z powrotem przez aortę do krążenia pacjenta.
W innych, pozakardiochirurgicznych dziedzinach krążenie pozaustrojowe stosuje się w niektórych przypadkach przeszczepu wątroby a w medycynie ratunkowej i intensywnej terapii w przypadkach ostrej odwracalnej niewydolności oddechowej jako metoda pozaustrojowego wspomagania układu oddechowego (ECMO).

## Elementy płucoserca

### Pompa
Płucoserce wyposażone jest zazwyczaj w kilka (2–4) pomp, spełniających oprócz zasadniczej funkcji (utrzymanie krążenia w krwiobiegu pacjenta), także dodatkowe funkcje podczas operacji lub stanowiące rezerwę. Jedną zasadniczą funkcją dodatkową jest odsysanie krwi z pola operacyjnego i wprowadzenie jej po filtrowaniu i odpowietrzaniu, czyli po pozbawieniu piany z powrotem do krwiobiegu.
Pompy rolkowe są nadal preferowane w krążeniu pozaustrojowym. Plastikowy wąż leżący w półkulistej rynnie jest wyciskany przez dwie przeciwległe rolki dociskowe obracającej się centralnie głowicy pompy. Alternatywne zastosowanie pomp odśrodkowych jest technicznie trudniejsze i bardziej złożone. Pompy zębate lub osiowe powodują znacznie wyższą hemolizę niż pompy rolkowe, co zależy od siły i czasu trwania ssania zachodzącego podczas procesu pompowania. Pompy są zaprojektowane do pracy ciągłej. Kontrolowane szybkości podawania mieszczą się w zakresie od 0,01 l/min do 10 l/min. Wysoka precyzja głowicy pompy zapewnia możliwie najmniejsze uszkodzenia krwi (w przypadku pomp rolkowych szybkość hemolizy zależy od docisku pompy). Elektroniczne sterowanie niezawodnie zapobiega niekontrolowanym zmianom prędkości głowicy pompy.

### Oksygenator
Oksygenator jest tą częścią płucoserca, która spełnia funkcję płuc. Tutaj następuje wymiana gazowa: doprowadzony do przestrzeni oksygenatora tlen zajmuje miejsce dwutlenku węgla we krwi. W połowie XX w. używane były dwa rodzaje oksygenatorów, trzeci wprowadzony został później:
- oksygenator workowy – jednorazowego użycia, zwany też bąbelkowym; wykonany jest z przezroczystej folii i wypełniony w prawie całej objętości skłębioną nitką ze sztucznego tworzywa, która mając dużą powierzchnię, sprzyja tworzeniu się baniek gazowych, co z kolei zwiększa kontakt tlenu z krwią;
- oksygenator płytkowy – rozbieralny dla sterylizacji; składa się z walcowatego pojemnika metalowego, w którym na obracającym się powoli wałku umieszczonych jest kilkadziesiąt cienkich płyt metalowych; przez pojemnik przepływa krew w jednym kierunku, zaś ponad nią w drugim tlen oraz wydzielający się dwutlenek węgla; powierzchnia zwilżonych krwią płytek stanowi główne miejsce wymiany gazowej.
- oksygenator membranowy – współczesny, jednorazowego użycia; składa się z wiązki cienkich rurek tworzywowych, przez które przepływa mieszanina gazowa; rurki otoczone są krwią, zaś wymiana gazowa odbywa się przez ich ścianki[6].

### Wymiennik ciepła
Pompowaną przez organizm krew można wykorzystać do zmiany temperatury ciała. Ponieważ zapotrzebowanie na tlen zmniejsza się wraz ze zmniejszeniem temperatury ciała, wykorzystuje się tę właściwość przy dłużej trwających operacjach lub wtedy, gdy w trakcie operacji następuje przerwa w dopływie natlenionej krwi do mózgu. Wymiennik ciepła to zazwyczaj metalowy zbiornik, w którym spotykają się w dwóch oddzielnych obwodach krew i płyn chłodzący. Pod koniec operacji wymiennik ciepła wykorzystany jest do ogrzewania krwi i wraz z nią także pacjenta.

### Aparatura pomiarowa i uzupełniająca
Dla prawidłowego przebiegu operacji potrzebna jest znajomość całego szeregu parametrów definiujących jej techniczną stronę – ale także stan pacjenta. W tym celu integralną częścią płucoserca bywają mierniki obrotów pomp do ustalenia przepływu i ciśnienia w linii tętniczej temperatury krwi i czynników chłodzących oraz ilości dawkowanych gazów. W zależności od założeń konstrukcyjnych danego aparatu to wyliczenie może być niekompletne.

## Zarys historyczny
Dwie główne, efektywne podstawy które umożliwiły konstrukcję płucoserca, stworzono dopiero w XX w. Jedną z nich było odkrycie w 1916 heparyny (Jay McLean), środka zapobiegającego krzepnięciu krwi. Drugą była konstrukcja deBakey'a z 1934 pompy rolkowej, naśladującej perystaltykę jelit. 6 maja 1953 John Gibbon przeprowadził pierwszą udaną operację zamknięcia ubytku w przegrodzie międzyprzedsionkowej z użyciem aparatu płucoserca.

## Poznańskie płucoserce
W 1953 Jan Moll we współpracy z inżynierami – Franciszkiem Płużkiem i Władysławem Szymkowiakiem z Zakładów im. Hipolita Cegielskiego (wtedy Zakłady im. J. Stalina) w Poznaniu skonstruował pierwsze polskie urządzenie do krążenia pozaustrojowego. Nazwano je MPS-1 od pierwszych liter nazwisk konstruktorów. Tak powstał prototyp poznańskiego płucoserca, który po udoskonaleniach wykorzystano później pod nazwą MPS-2 i MPDS 2 w klinice. Po opatentowaniu  aparatu sprzedano 10 egzemplarzy do klinik w Polsce, NRD i Związku Radzieckim.
Przewody (rury) do płucoserca z neutralnego tworzywa dla przepływającej krwi wykonano w Pomorskich Zakładach Tworzyw Sztucznych w Wąbrzeźnie.
W 1962 MPS-2 wyposażono w cylindryczny oksygenator spieniający MPD-3 (od nazwisk konstruktorów – Jan Moll, Franciszek Płużek, Antoni Dziatkowiak). Od stycznia 1966 MPS-2 z oksygenatorem MPD-3 był używany do operacji wad serca w normotermii.

## Śląskie płucoserce
W 1967 rozpoczęto w Zakładzie Doświadczalnym Elektroniki i Mechaniki Precyzyjnej Politechniki Śląskiej prace nad konstrukcją polskiego aparatu, opartego w całości na materiałach i częściach dostępnych w kraju – niejako w konkurencji do aparatury zachodniej, dostępnej za dewizy. W tym czasie tylko dwa ośrodki krajowe dysponowały aparaturą importowaną. Najgęściej zaludniona w Polsce kraina, Śląsk, był go pozbawiony, choć posiadał odpowiednie zaplecze lekarskie oraz Śląską Akademię Medyczną.

### Chronologia

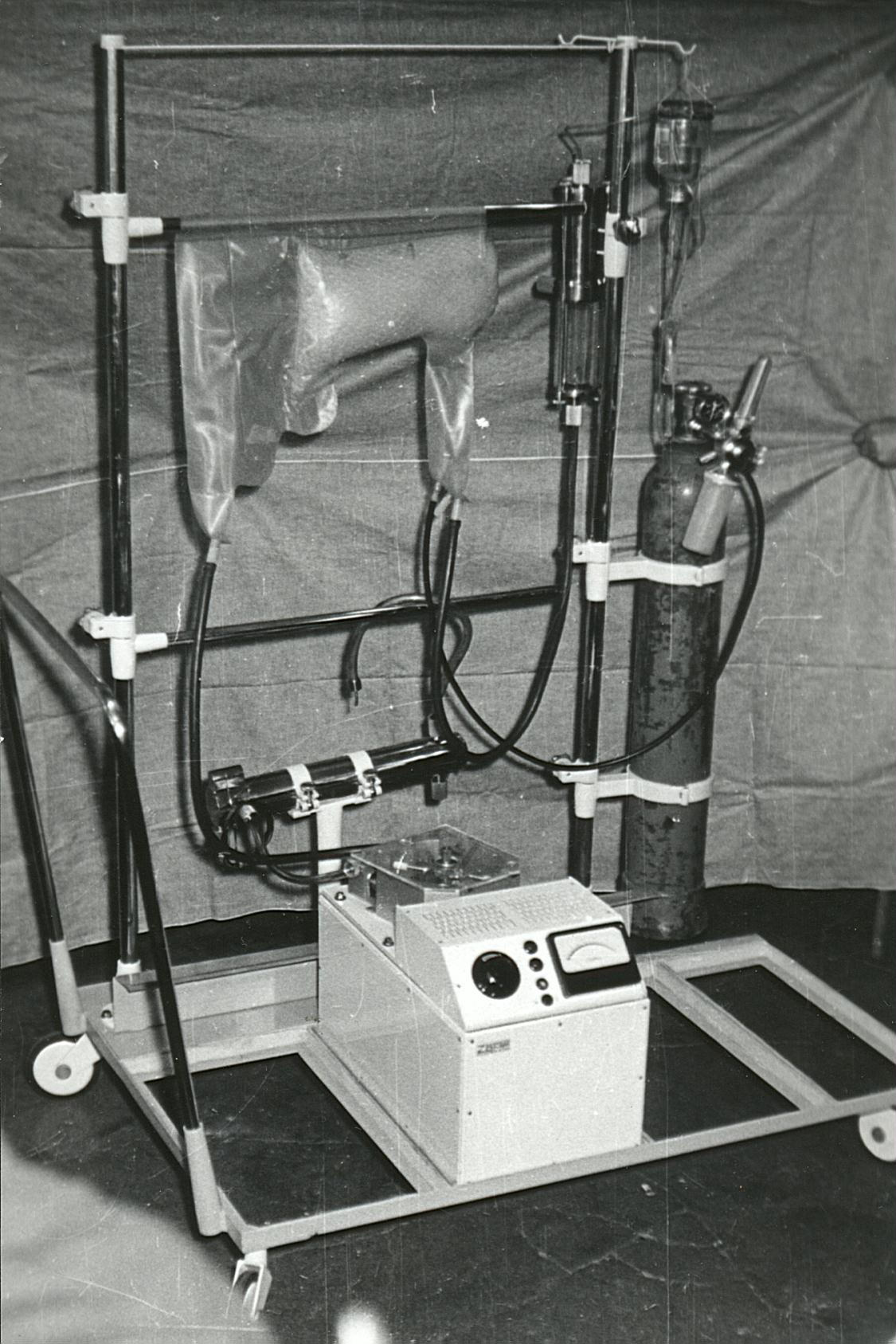
Fragmenty aparatu: podwozie, pompa, wymiennik ciepła (1968)

Całe przedsięwzięcie realizowano w trzech etapach, w których stworzono trzy kolejne modele.
1. Model 1968 „Zabrze” – Był to aparat wykonany w oparciu o prototyp, nad którym rozpoczęto pracę w 1967. Na podwoziu jezdnym umieszczono trzy pompy oraz moduł pomiarowy. W tylnej części podwozia miał 2 maszty, służące do zawieszenia oksygenatora, mocowania mierników przepływu oraz pojemników z płynami infuzyjnymi. W kwietniu 1968 aparat został przekazany Klinice Chirurgicznej Śląskiej Akademii Medycznej w Zabrzu, gdzie niebawem wykonano przy jego pomocy pierwsze operacje na otwartym sercu. Kierownikiem zespołu kardiochirurgicznego był wówczas doc. Tadeusz Paliwoda. W Zabrzu aparat służył podczas ponad 100 operacji do 1972, kiedy wymieniono go na model 1972. Potem był on jeszcze jakiś czas używany w Klinice Chorób Zakaźnych, by ostatecznie służyć jako egzemplarz muzealny w pracowni jego współtwórcy, dra Zygmunta Antoszewskiego w Katowicach Ligocie.
2. Model 1970 „Białystok” – Dla uzyskania minimalnych rozmiarów aparatu, odstąpiono od budowy modularnej. Trzy pompy umieszczono bezpośrednio na jednej płycie stanowiącej całość z podwoziem. I ten aparat wyposażony był w maszty dla oksygenatora i uzupełniającej aparatury. Przekazano go w 1970  do Białostockiej Akademii Medycznej.
3. Model 1972 „Seria” – Pozytywne doświadczenia z obserwacji pracy poprzednich modeli służyły przy konstrukcji tego całkowicie już dojrzałego modelu, wytworzonego w serii ok. 25 sztuk. Pokryły one potrzeby krajowe i znalazły się niebawem we wszystkich ośrodkach kardiochirurgicznych. Ten model był budowy modułowej, przygotowany do alternatywnego użycia oksygenatora workowego lub płytkowego. Miał również efektywny wymiennik ciepła, umożliwiający operacje w hipotermii.

### Opis
Model seryjny płucoserca wykonany był w wersji modułowej. Walory takiego rozwiązania to łatwiejsze czyszczenie, wymienialność zespołów i serwis.
1. Podstawa jezdna, podwozie – Wszystkie elementy aparatu wstawione były do ramy wyposażonej w kółka jezdne oraz uchwyt służący do przemieszczenia całości, do której oprócz pomp należała aparatura pomiarowa wraz z przyrządami do dawkowania gazów oraz butla z tlenem. Modularna budowa pozwalała na wyjmowanie pojedynczych składników, co z kolei ułatwiało ich czyszczenie. Energia elektryczna doprowadzona była kablem, który stanowił jedyne stałe połączenie z otoczeniem.
2. Moduł pompy – Podstawowym założeniem przy konstrukcji była niezawodność. Stąd wynikała bardzo solidna budowa pompy, od przekładni do ostatniego elementu konstrukcyjnego. Na wypadek braku napięcia (gdyby aparat nie był dołączony do sieci awaryjnej), każda pompa mogła pracować z ręcznym napędem. Pompy były typu perystaltycznego, tzn. rolki elementu obrotowego dociskając wąż lateksowy do ścianki pompy, przesuwały w nim krew. Średnica węża oraz liczba obrotów pompy decydowały o ilości pompowanej krwi. W opisanym modelu przewidziano zastosowanie dwóch średnic wężów: większą rzędu 25 mm dla pacjentów dorosłych oraz mniejszą dla dzieci oraz funkcji pomocniczych (ssaki). Regulacja obrotów pompy była ciągła – od zera do maksimum, przy czym liczbę obrotów odczytać można było na dużym przyrządzie wskazówkowym.
3. Oksygenator – Aparat przygotowany był do obu, ówcześnie stosowanych, typów: alternatywnie jednorazowego workowego lub zaprojektowanego i wykonanego w zakładzie oksygenatora płytkowego. Ten ostatni składał się z cylindra szklanego w którym obracał się wał z wieloma cienkimi płytkami stalowymi. Całość była rozbieralna i przygotowana do możliwie łatwego czyszczenia i sterylizacji.
4. Wymiennik ciepła – Był dwuprzestrzeniowym zbiornikiem stalowym o kształcie walcowatym, rozbieralnym i przystosowanym do sterylizacji. Czynnik chłodzący lub ogrzewający (wodę) należało doprowadzić z zewnątrz.

### Twórcy
Lekarze Śląskiej Akademii Medycznej zarazili myślą o skonstruowaniu takiego urządzenia pracowników Politechniki Śląskiej. Doc. Tadeusz Paliwoda, anestezjolog dr Zygmunt Antoszewski, Józef Wajchenig i Andrzej Zembala stworzyli zalążek idei, którą przetworzono w następnych latach w serię ponad 20 maszyn.
Ewenementem było „samowolne” działanie Zakładu Politechnicznego z jednej strony (bo działanie bez planu), zaś bezinteresowna praca wielu ludzi z Zakładu Doświadczalnego Elektroniki i Mechaniki Precyzyjnej z drugiej strony. Czyli począwszy od inżynierów konstruktorów: tych ww. oraz Rudolfa Wojnara, Karola Moslera, Güntera Völkela, Romualda Stefanickiego, Zygmunta Katlewicza i Haralda Moslera, do wykonawców: A. Kossaka, E. Gurgula, R. Konowalika, H. Grotowskiego, K. Grodzińskiego, J. Rynkara i wielu innych – oraz koordynatorów stanowiących podczas pracy z pierwszym modelem łącznik pomiędzy kliniką i zakładem.